# Театр Наум
Театр Наум (тур. Naum Tiyatrosu) — драматический и оперный театр, располагавшийся на проспекте Истикляль в стамбульском районе Бейоглу (ранее известная как Пера). Он был назван в честь его владельцев Мишеля и Жозефа Наумов, имевших левантийское католическое происхождение, и был открыт в 1844 году и активно функционировал до того времени, пока его здание не было сильно повреждено в результате пожара в Пере 1870 года. Разрушенный театр был приобретён османским греческим банкиром Христаки Зографосом-эфенди, который возвёл сохранившийся и поныне Цветочный пассаж на месте бывшего театра в 1876 году.

## История
Театр Наум был первоначально построен в 1839 году как театр Боско итальянским иллюзионистом Бартоломео Боско на земельном участке на проспекте Истикляль, принадлежавшем семье Наум, в виде деревянного здания в османском стиле. После того, как Бартоломео Боско покинул город, право собственности на театр перешло к Мишелю и Жозефу Науаму, которые, завершив в нём ремонтные работы, вновь открыли его под названием «Театр Пера» в 1844 году. Первым произведением, поставленным в театре, стала опера «Норма» Винченцо Беллини.
После того, как первоначальное деревянное здание серьёзно пострадало в ходе пожара 1846 года, было возведено новое его здание, открытое 4 ноября 1848 года постановкой «Макбета» Джузеппе Верди. В 1849 году он был переименован в Итальянский театр Наум (фр. Théatre Italien Naum). Его часто посещали османские султаны Абдул-Азиз и Абдул-Хамид II, на его цене была поставлена опера Верди «Трубадур», прежде чем это было сделано на сценах оперных театров Парижа. Большинство опер, которые исполнялись в театре Наум, были написаны композиторами Винченцо Беллини, Гаэтано Доницетти и Джоаккино Россини. В письме к своей матери Гюстав Флобер писал, что слушал оперу Доницетти в театре Наум в Стамбуле на следующий день после своего приезда в этот город.
Мишель и Жозеф Наумы были единственными владельцами в Стамбуле прав на постановки множества европейских театральных и оперных пьес, сумев пригласить в Стамбул множество иностранных трупп. Они также издали первые переводы на османский язык опер в виде буклетов. Помимо обычных вечерних спектаклей, они также организовывали дневные представления для групп зрителей, прибывавших с азиатского берега Босфора.
После пожара в Пере 5 июня 1870 года разрушенное здание театра было приобретено османским греческим банкиром Христаки Зографосом-эфенди, который возвёл сохранившийся и поныне Цветочный пассаж на месте бывшего театра в 1876 году.